# 浩塘镇
浩塘乡，是中华人民共和国湖南省郴州市桂阳县下辖的一个乡镇级行政单位。

## 行政区划
浩塘乡下辖以下地区：
浩塘村、深村、桐木村、深塘村、扫村、菖蒲村、下愁村、里鱼村、元山村、丰加村、何家渡村、飘塘村、史家桥村、幕庭村、邓家村、三合村、栗木村、朱美村和大留村。